# Pirata haploapophysis
Pirata haploapophysis là một loài nhện trong họ Lycosidae.
Loài này thuộc chi Pirata. Pirata haploapophysis được Jian-yuan Chai miêu tả năm 1987.

## Hình ảnh

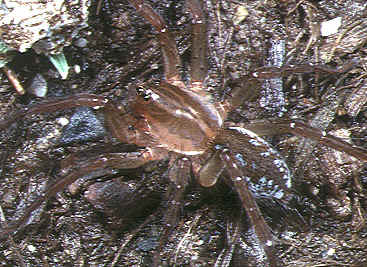